# Brandenburgisch-Afrikanische Compagnie
Brandenburgisch-Afrikanische Compagnie, BAC – kompania handlowa brandenburko-pruska. Założył ją (1686) i zlikwidował (1713) król pruski Fryderyk I Hohenzollern. Handel między Afryką, Prusami i Ameryką zagwarantować miała kolonia Groß Friedrichsburg (dziś Ghana), w której Otto Friedrich von der Groeben wybudował fort Groß Friedrichsburg.